# Jung Soon-ok (Leichtathletin)
Jung Soon-ok (koreanisch 정순옥; * 23. April 1983 in Uisin) ist eine ehemalige südkoreanische Leichtathletin, die sich auf den Weitsprung spezialisiert hat. Sie ist Inhaberin des Landesrekords in dieser Disziplin und feierte mit dem Gewinn der Goldmedaille bei den Asienspielen 2010 ihren größten sportlichen Erfolg.

## Sportliche Laufbahn
Erste internationale Erfahrungen sammelte Jung Soon-ok im Jahr 2001, als sie bei den Juniorenasienmeisterschaften in Bandar Seri Begawan mit einer Weite von 5,84 m die Silbermedaille gewann. Im Jahr darauf schied sie bei den Juniorenweltmeisterschaften in Kingston mit 5,89 m in der Qualifikationsrunde aus und 2003 startete sie bei der Sommer-Universiade in Daegu, verpasste dort aber mit 5,96 m den Finaleinzug. Auch bei den Studentenweltspielen 2005 in Izmir kam sie mit 6,08 m nicht über die Vorrunde hinaus und gelangte anschließend bei den Asienmeisterschaften im heimischen Incheon mit 6,33 m auf Rang neun. Daraufhin gewann sie bei den Ostasienspielen in Macau mit einem Sprung auf 6,31 m die Silbermedaille hinter der Japanerin Kumiko Imura. Im Jahr darauf nahm sie erstmals an den Asienspielen in Doha teil und klassierte sich dort mit 6,26 m auf dem fünften Platz. 2007 gewann sie bei den Asienmeisterschaften in Amman mit windunterstützten 6,60 m die Bronzemedaille hinter der Kasachin Olga Rypakowa und Anju Bobby George aus Indien. Anschließend wurde sie bei der Sommer-Universiade in Bangkok mit 6,50 s Vierte und konnte ihren Vorlauf über 100 m nicht beenden. Ende August startete sie im Weitsprung bei den Weltmeisterschaften in Osaka, verpasste dort aber mit 6,49 m den Finaleinzug. Im Jahr darauf qualifizierte sie sich für die Teilnahme an den Olympischen Spielen in Peking, kam dort aber mit 6,33 m nicht über die Vorrunde hinaus.
2009 schied sie bei den Weltmeisterschaften in Berlin mit 6,49 m in der Qualifikationsrunde aus und stellte Anfang Juni in Daegu mit 6,76 m einen neuen südkoreanischen Landesrekord auf. Im Jahr darauf nahm sie erneut an den Asienspielen in Guangzhou teil und siegte dort mit einer Weite von 6,53 m und 2011 wurde sie bei den Asienmeisterschaften in Kōbe mit 6,12 m Zehnte, ehe sie bei den Weltmeisterschaften im heimischen Daegu mit 6,18 m den Finaleinzug verpasste. 2013 belegte sie bei den Asienmeisterschaften in Pune mit 6,02 m den siebten Platz und im Jahr darauf gelangte sie bei den Asienspielen in Incheon mit 6,34 m auf Rang vier. 2015 gewann sie bei den Asienmeisterschaften in Wuhan mit einem Sprung auf 6,47 m die Silbermedaille hinter der Chinesin Lu Minjia. Im Oktober 2019 bestritt sie in Seoul ihren letzten offiziellen Wettkampf und beendete daraufhin ihre aktive sportliche Karriere im Alter von 36 Jahren.
In den Jahren 2005, von 2007 bis 2010 sowie 2013 wurde Jung südkoreanische Meisterin im Weitsprung.

## Persönliche Bestleistungen
- 100 Meter: 11,81 s (+1,9 m/s), 11. Oktober 2007 in Gwangju
- Weitsprung: 6,76 m (−0,2 m/s), 4. Juni 2009 in Daegu (südkoreanischer Rekord)
  - Weitsprung (Halle): 6,09 m, 19. Februar 2016 in Flagstaff (südkoreanischer Rekord)